# 訃報 2006年10月
訃報 2006年10月（ふほう 2006ねん10がつ）では、2006年10月中に物故した、又は物故が報じられた人物についてまとめる。

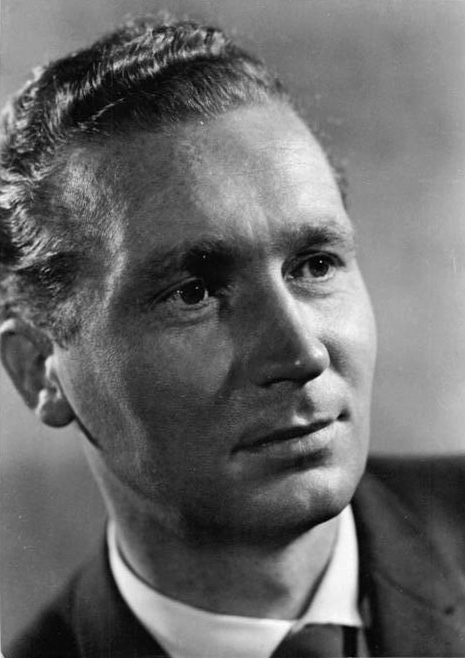
フランク・バイヤー／10月1日没

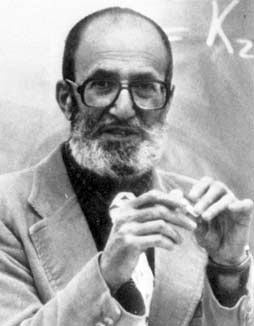
ポール・ハルモス／10月2日没

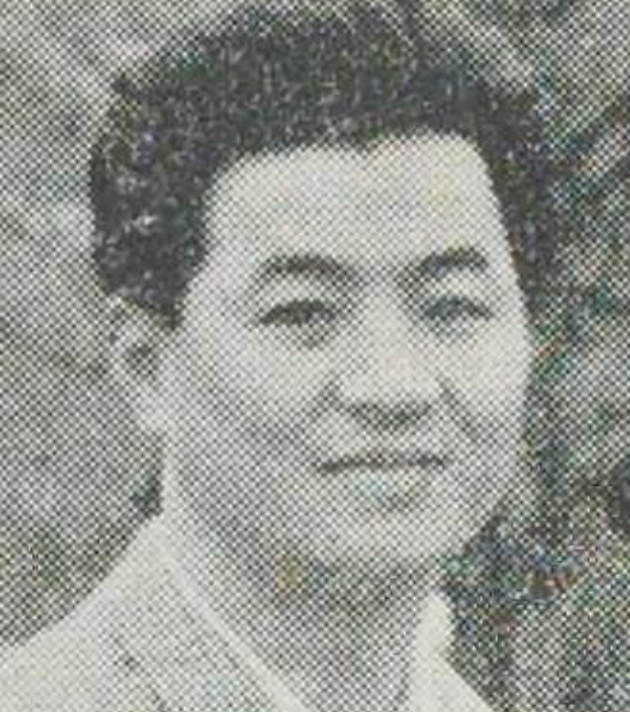
藤岡琢也／10月20日没

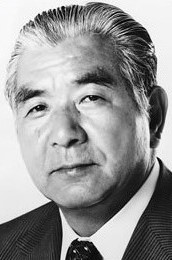
藤尾正行／10月22日没

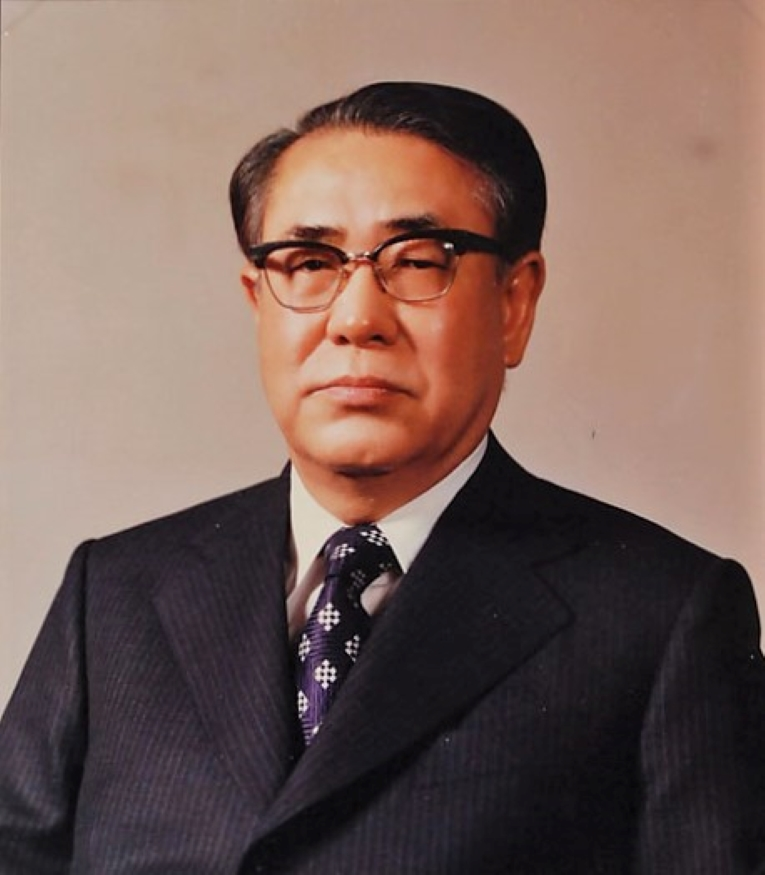
崔圭夏／10月22日没

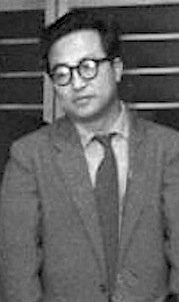
小島信夫／10月26日没

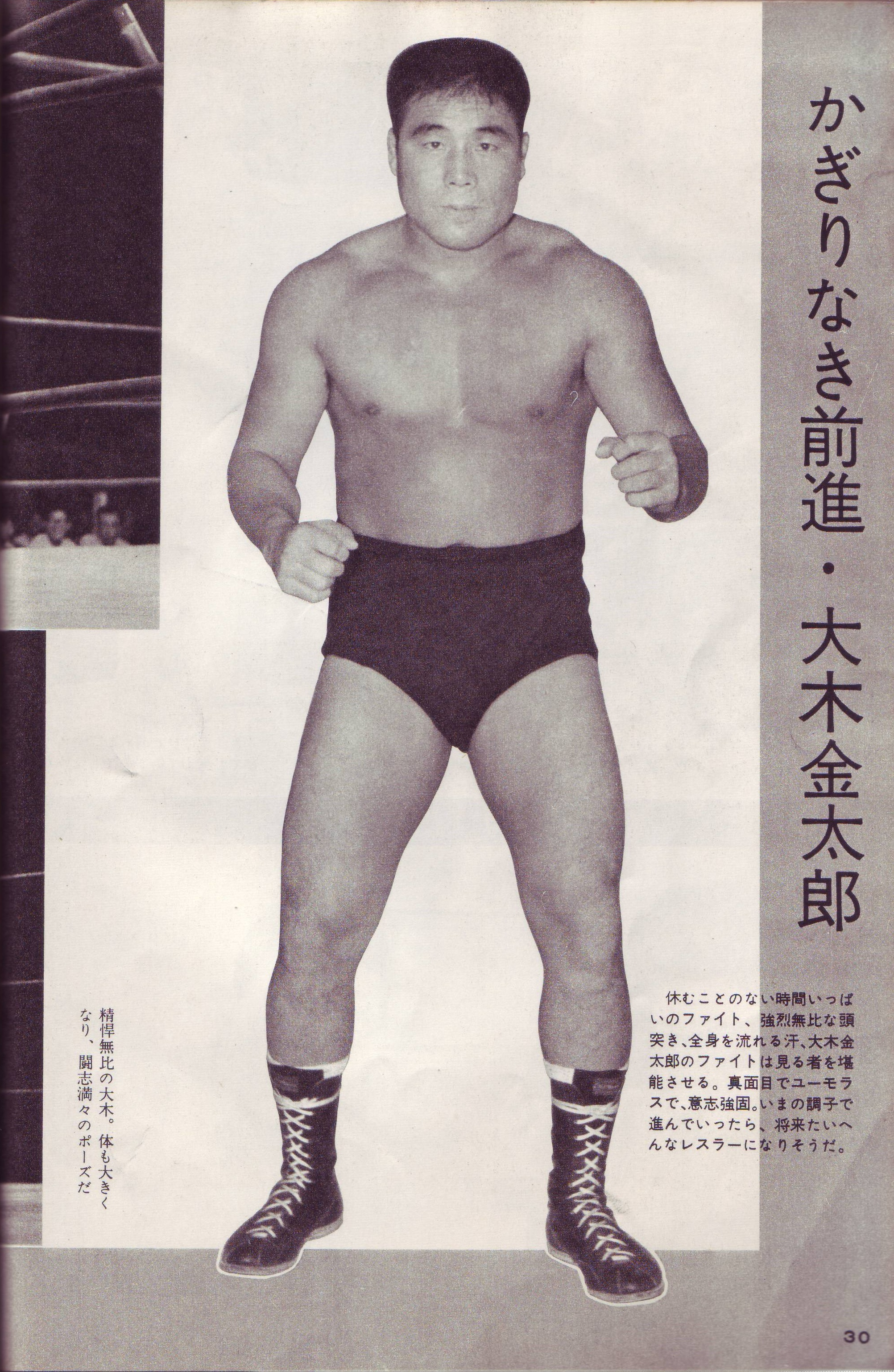
大木金太郎／10月26日没

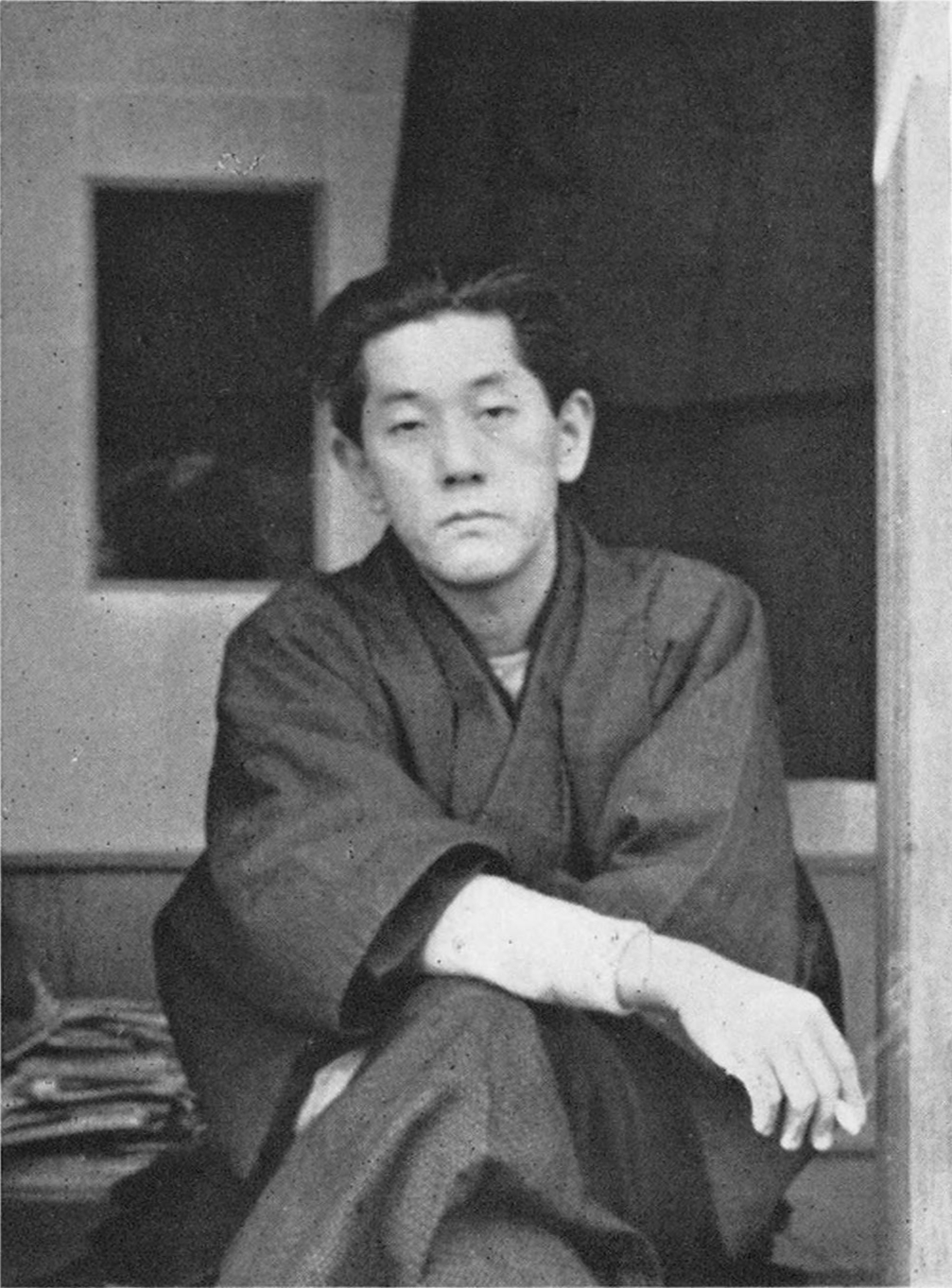
木下順二／10月30日没

## （1日 - 15日）
- 10月1日 - フランク・バイヤー、ドイツの映画監督（* 1936年）
- 10月1日 - 森安建雄、映画監督（* 1947年）
- 10月1日 - 米澤嘉博、漫画評論家、コミックマーケット（コミケ）生みの親（* 1953年）
- 10月2日 - ポール・ハルモス（Paul Halmos）、ハンガリー出身のアメリカ合衆国の数学者（* 1916年）
- 10月2日 - タマラ・ドブソン、アメリカ合衆国の女優（* 1947年）
- 10月3日 - 三浦小平二、陶芸家（* 1933年）
- 10月3日 - ピーター・ノーマン、オーストラリアの陸上選手、メキシコシティーオリンピック男子200m銀メダリスト（* 1942年）
- 10月3日 - 湊博昭、医学者、精神科医（* 1948年）
- 10月4日 - オスカー・パスティオール（Oskar Pastior）、ドイツの作家、詩人（* 1927年）
- 10月4日 - 田中登、映画監督（* 1937年）
- 10月5日 - 白鶴林、朝鮮民主主義人民共和国の政治家・軍人、元北朝鮮人民保安相、朝鮮人民軍次帥（* 1918年）
- 10月5日 - ドン・トンプソン、イギリスの競歩選手、ローマオリンピック金メダリスト（* 1933年）
- 10月6日 - バック・オニール、アメリカ合衆国の野球選手・監督（* 1911年）
- 10月6日 - ハインツ・ジールマン、ドイツの写真家・動物学者、ドキュメンタリー映画制作者（* 1917年）
- 10月6日 - イーゴリ・ラティシェフ、ロシアの日本研究家、元ソビエト連邦共産党機関紙プラウダ東京支局長（* 1925年）
- 10月7日 - 華ばら、漫才師、漫才コンビ「フラワーショウ」のメンバー（* 1936年）
- 10月7日 - 江藤文夫、日本の自衛官、陸上自衛隊第4師団元師団長（* 1949年?）[1]
- 10月7日 - 嗣子鵬慶昌、元大相撲幕内（* 1955年）
- 10月7日 - アンナ・ポリトコフスカヤ、ロシアのジャーナリスト（* 1958年）
- 10月9日 - 島田琢郎、政治家、元日本社会党衆議院議員（* 1926年）
- 10月9日 - 西山登志雄、元東武動物公園園長（「カバ園長」）（* 1929年）
- 10月9日 - マレク・グレフタ、ポーランドの歌手（* 1945年）
- 10月10日 - 四代目柳家小せん、落語家（* 1923年）
- 10月10日 - 丸山静雄、元朝日新聞論説委員、元東京国際大学教授（* 1909年）
- 10月11日 - コリー・ライドル、アメリカ合衆国の野球選手、ニューヨーク・ヤンキースの投手（* 1972年）
- 10月12日 - ジッロ・ポンテコルヴォ、イタリアの映画監督（* 1919年）
- 10月12日 - ジョニー・カリソン（Johnny Callison）、アメリカ合衆国の野球選手、元フィラデルフィア・フィリーズの選手（* 1939年）
- 10月13日 - 王光美、中国の政治家、劉少奇（元中国国家主席）夫人（* 1921年）
- 10月13日 - 伊藤泰世、ホルン奏者（* 1943年）
- 10月14日 - 小倉みね子、元女優（* 1914年）
- 10月14日 - 弓削達、歴史学者、元フェリス女学院大学学長（* 1924年）
- 10月14日 - フレディ・フェンダー（Freddy Fender）、歌手（* 1937年）
- 10月15日 - 檜垣徳太郎、政治家、元参議院議員・郵政大臣（* 1916年）
- 10月15日 - 松澤宥、芸術家（* 1922年）
- 10月15日 - 松本哉、作家・風景画家、松本哉の父（* 1943年）

## （16日 - 31日）
- 10月16日 - 森川金寿、弁護士（* 1913年）
- 10月16日 - トミー・ジョンソン（Tommy Johnson）、アメリカ合衆国のチューバ奏者（* 1935年）
- 10月16日 - バレンティン・パニアグア、ペルーの政治家、元大統領（* 1936年）
- 10月17日 - 伊井義太朗、新派劇俳優（* 1912年）
- 10月17日 - ダニエル・エミルフォーク、フランスの俳優（* 1924年）
- 10月17日 - 木村尚三郎、静岡文化芸術大学学長・歴史学者・エッセイスト（* 1930年）
- 10月17日 - 金田武明、ゴルフ評論家、ゴルフコース設計家（* 1931年）
- 10月18日 - アルビン・ワインバーグ、アメリカ合衆国の物理学者（* 1915年）
- 10月18日 - マーク・ホドラー、スイスの法律家、元国際スキー連盟会長・国際オリンピック委員会副会長（* 1918年）
- 10月18日 - 高月ことば、作詞家（* 1921年）[2]
- 10月18日 - 正森成二、政治家・弁護士、元日本共産党衆議院議員（* 1927年）
- 10月20日 - ジェーン・ワイアット、アメリカ合衆国の女優（* 1910年）
- 10月20日 - マキシ・ヘルバー、ドイツのフィギュアスケート選手、ガルミッシュ・パルテンキルヘンオリンピック金メダリスト（* 1920年）
- 10月20日 - 藤岡琢也[3]、俳優（* 1930年）
- 10月20日 - 二代目中村源左衛門、歌舞伎俳優（* 1934年）
- 10月20日 - ゴールドベルク山根美代子、ピアニスト（* 1939年）
- 10月21日 - パウル・ビーヘル、オランダの児童文学者（* 1925年）
- 10月21日 - ピーター・バークワース（Peter Barkworth）、イギリスの俳優（* 1929年）
- 10月22日 - 小林節雄、撮影監督（* 1920年）
- 10月22日 - 藤尾正行、政治家、元自由民主党衆議院議員、元労働大臣・文部大臣・自由民主党政務調査会長（* 1917年）
- 10月22日 - 崔圭夏、大韓民国第10代大統領（* 1919年）
- 10月22日 - ばってん荒川、ローカルタレント、演歌歌手、俳優（* 1937年）[4]
- 10月23日 - トッド・スキナー（Todd Skinner）、アメリカ合衆国のフリークライマー（* 1958年）
- 10月24日 - ブルーノ・ラウツィ（Bruno Lauzi）、イタリアのシンガーソングライター（* 1937年）
- 10月25日 - 千乃裕子、千乃正法代表（* 1934年）
- 10月26日 - 小島信夫、小説家（* 1915年）[5]
- 10月26日 - アーサー・ヒル、カナダの俳優（* 1922年）
- 10月26日 - 志苫裕、政治家、元日本社会党参議院議員（* 1927年）
- 10月26日 - 大木金太郎、プロレスラー（* 1929年）[6]
- 10月26日 - ホジェリオ・ドゥプラ（Rogério Duprat）、ブラジルのポピュラー音楽の作曲家（* 1932年）
- 10月27日 - グラーム・イスハーク・ハーン（Ghulam Ishaq Khan）、パキスタンの第7代大統領（* 1915年）
- 10月27日 - ジョー・ニークロ、アメリカ合衆国の野球選手（* 1944年）
- 10月28日 - メアリジョン・ウィルキン（Marijohn Wilkin）、アメリカ合衆国の作詞家・作曲家（* 1920年）
- 10月28日 - ティナ・オーモン、フランスの女優（* 1946年）
- 10月28日 - トレバー・バービック、カナダのボクサー、プロボクシング元WBC世界ヘビー級王者（* 1954年）
- 10月29日 - ムハマド・マシド（Mohammadu Maccido）、ナイジェリアのイスラム教最高指導者（* 1928年）
- 10月29日 - 武藤礼子、声優・女優（* 1935年）
- 10月30日 - 白川静、漢文学者、立命館大学名誉教授（* 1910年）
- 10月30日 - 木下順二、劇作家（* 1914年）
- 10月30日 - イェンス・クリスチャン・ハウゲ（Jens Christian Hauge）、ノルウェーのレジスタンス、元国防大臣・法務大臣（* 1915年）
- 10月30日 - クリフォード・ギアツ、アメリカ合衆国の人類学者（* 1926年）
- 10月31日 - ピーター・ウィレム・ボータ、南アフリカ共和国の政治家、第9代首相・第6代大統領（* 1916年）[7]
- 10月31日 - ウィリアム・フランクリン（William Franklyn）、イギリスの俳優（* 1925年）